# Expedition Island
Emerald Island ist eine unbewohnte Insel der Fox Islands, die zu den Aleuten gehören. Die etwa 300 m lange Insel liegt südlich von Amaknak Island. Das Eiland erhielt seinen Namen 1871 von dem Biologen William Healey Dall.